# Odontoglossum nobile
Odontoglossum nobile es una especie de orquídea con hábitos de epifita, endémica de Colombia.

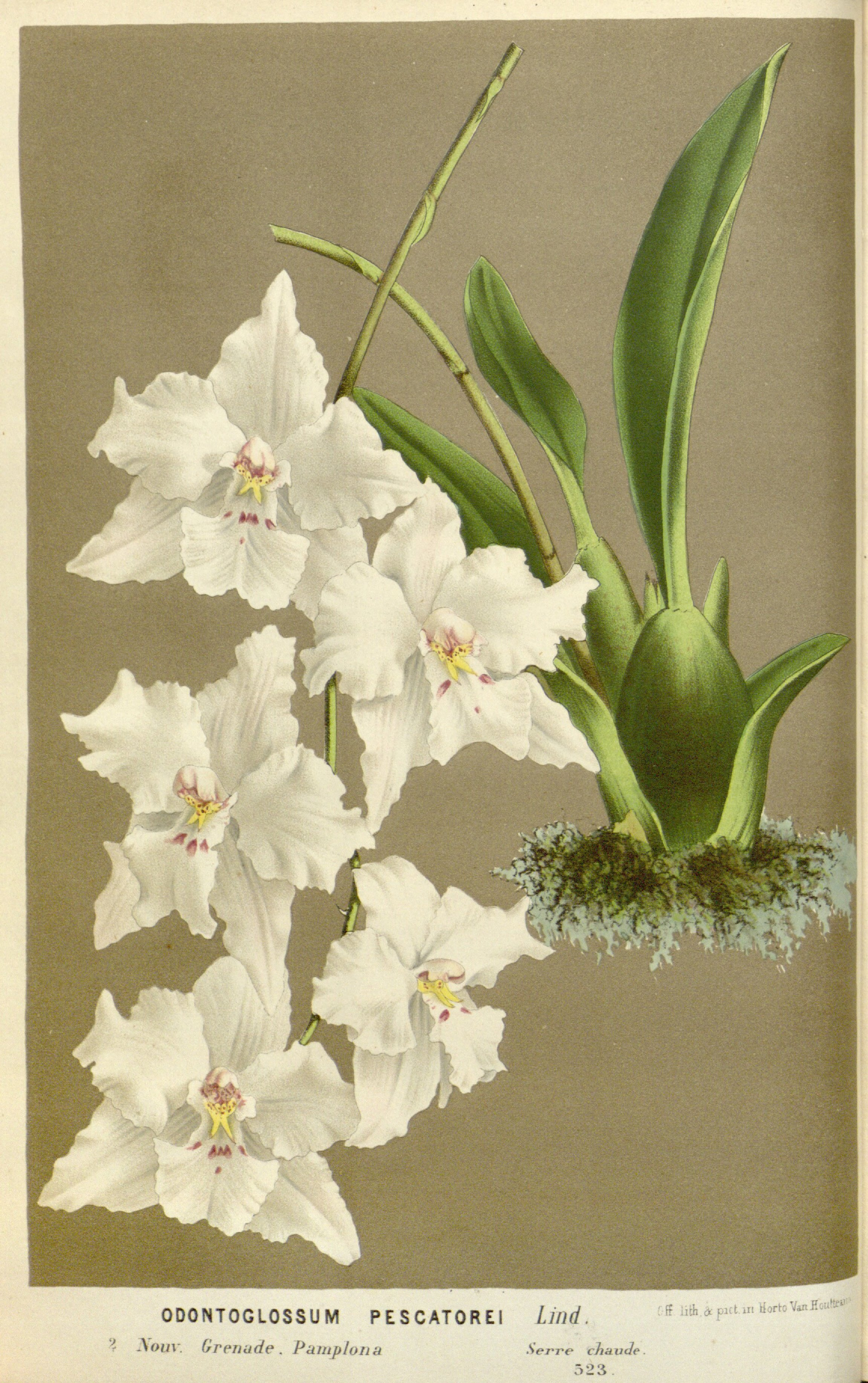
Ilustración

## Descripción
Es una  orquídea de  de pequeño a mediano tamaño, con forma ovoide, con hábitos de epifita y pseudobulbos pintados de color marrón, comprimidos lateralmentes,  envueltos basalmente por 2-3 vainas de soporte y que llevan 2 hojas apicales, liguladas, hojas agudas que son conduplicadas abajo en la base y largo pecíolo. Florece en una inflorescencia erecta o en forma de arco, de vez en cuando ramificada, de 60 cm de largo, con 10 a 100 flores, orbiculares de colores variables y ligeramente fragantes que aparecen en la primavera tardía y principios del verano.

## Distribución y hábitat
Se encuentra en Boyacá, Santander y Norte de Santander en Colombia en los bosques nubosos a elevaciones de 2000 a 2400 metros.

## Taxonomía
Odontoglossum nobile fue descrita por Heinrich Gustav Reichenbach   y publicado en Linnaea 22: 850. 1849.
Etimología
Odontoglossum: nombre genérico que procede del griego antiguo  "odontos" = (diente) y "glossos" = (lengua), pues el  labelo  presenta en su centro unas callosidades en forma de dientes.
nobile: epíteto latino que significa "noble".
Sinonimia
- Oncidium nobile (Rchb. f.) M.W. Chase & N.H. Williams
- Odontoglossum pescatorei Linden ex Lindl.
- Oncidium pescatorei (Linden ex Lindl.) Beer[2][5][6]